# Динон из Колофона
Динон или Деинон (грч. Δινων) из Колофона (око 360–340. п. н. е.) је био грчки историчар и хроничар, аутор историје Персије, од које су сачувани многи фрагменти. Суда грешком приписује ово дело Касију Диону . Отац је историчара Клитарха.
Написао је историју Персије под називом „Персијски послови“, од које је сачувано само неколико фрагмената. Он преузима историју блиског истока одакле је Ктесије прекинуо, и, препуштајући се укусу плебса, привлачи већу пажњу од његове Персике.
Његова историја почиње ером легендарне краљице Семирамиде и завршава се поновним персијским освајањем Египта. Поред историјских догађаја, описао је обичаје и традицију Персијанаца, као и луксуз, привилегије и хијерархију двора Великог краља. Његов рад је такође укључивао референце на митове, фантастичне приче и еротске детаље. Деиноново дело је допунило и проширило слично и раније Ктесијево дело, подељено, попут Ктесијевог, на три дела (Асиријака, Медика и Персика).
У антици, Денон се сматрао значајним аутором и поузданим извором за персијску историју, према римском биографу Корнелију Непоту. Плутарх га је користио као примарни извор за свој „Живот Артаксеркса“, а такође га помиње у „Животу Темистокла“.
Денон помињу и Атенеј и Плиније Старији. Претпоставља се да је Клитарх извукао много информација из историјског рада свог оца када је писао сопствену историју Александра Великог.